# Karen O'Connor
Karen O'Connor (n. 17 februarie 1958, Bolton⁠(d), Massachusetts, SUA) este o sportivă ce a reprezentat Statele Unite ale Americii, medaliată olimpică. A participat la 4 ediții ale Jocurilor Olimpice (1996, 2000, 2008, 2012) în care a câștigat o medalie de argint și o medalie de bronz.